# Xavier Deltell
Xavier Deltell Gracia (Lérida, Cataluña, España, 24 de febrero de 1958)
 es un actor, presentador de televisión y humorista español.

## Biografía
Posee estudios universitarios de Derecho y Graduado Social. En 1975 comienza su andadura en los medios de comunicación, trabajando en la radio barcelonesa (Cadena Cope) como humorista. Comenzó a despuntar como showman en varios programas de la cadena Ser. De la radio, salta a la televisión donde trabajó con Toni Clapés en “Efecto Secundario” de TV3. Desde entonces, ha trabajado como colaborador en diferentes programas de televisión como humorista y presentador. Actualmente participa en el programa de talent culinario MasterChef.

## Principales trabajos

### Cine
| Año  | Título                          | Personaje        | Director        |
| ---- | ------------------------------- | ---------------- | --------------- |
| 2000 | Operación Gónada                | Francisco Franco | Daniel Amselem  |
| 2005 | Torrente 3: El protector        | Linares          | Santiago Segura |
| 2011 | Torrente 4: Lethal Crisis       | Torrelavega      | Santiago Segura |
| 2014 | Torrente 5: Operación Eurovegas | Torrelavega      | Santiago Segura |

### Televisión

#### Series
| Año                                  | Título            | Personaje           | Cadena    | Notas        |
| ------------------------------------ | ----------------- | ------------------- | --------- | ------------ |
| 2011                                 | Cheers            |                     | Telecinco | 1 episodio   |
| 2014 - 2015; 2017; 2019 - 2021; 2023 | La que se avecina | José Ignacio Rovira | Telecinco | 14 episodios |

#### Programas
| Año         | Título                      | Función     | Cadena      |
| ----------- | --------------------------- | ----------- | ----------- |
| 1997 - 2005 | Crónicas marcianas          | Colaborador | Telecinco   |
| 2004 - 2005 | Latrelevisión               | Colaborador | Telecinco   |
| 2005        | El programa de Ana Rosa     | Colaborador | Telecinco   |
| 2006 - 2007 | ¡Mira quién baila!          | Jurado      | Telecinco   |
| 2007        | Paranoia semanal            | Colaborador | TV3         |
| 2007        | Nadie es perfecto           | Colaborador | Telecinco   |
| 2009 - 2010 | La hora de José Mota        | Actor       | TVE         |
| 2013 - 2015 | Me resbala                  | Colaborador | Antena 3    |
| 2021        | LOL: Si te ríes, pierdes    | Presentador | Prime Video |
| 2023        | Gran Hermano VIP: El Debate | Actor       | Telecinco   |

##### Como concursante
| Año  | Título                     | Cadena    | Notas         |
| ---- | -------------------------- | --------- | ------------- |
| 2017 | Me lo dices o me lo cantas | Telecinco |               |
| 2022 | MasterChef Celebrity 7     | TVE       | 9.º expulsado |

##### Como invitado
| Año                      | Título                   | Cadena      |
| ------------------------ | ------------------------ | ----------- |
| 2008 - 2010; 2012 - 2016 | Pasapalabra              | Telecinco   |
| 2010 - 2011              | ¡Qué tiempo tan feliz!   | Telecinco   |
| 2012                     | Tú sí que vales          | Telecinco   |
| 2013                     | Tu cara me suena         | Antena 3    |
| 2014                     | ¡Ahora caigo!            | Antena 3    |
| 2018                     | Maestros de la costura   | TVE         |
| 2019                     | Trabajo temporal         | TVE         |
| 2020                     | Typical Spanish          | TVE         |
| 2020                     | El cazador               | TVE         |
| 2022                     | LOL: Si te ríes, pierdes | Prime Video |
| 2022                     | Atrápame si puedes       | Telemadrid  |

### Teatro
- Comedy Zoo. (2012)
- Deja vu, deja va. (2012)
- Y si no, nos enfadamos. (2013)
- Uno más uno no son dos (2002) con Carlos Latre

### Radio
- Radio Barcelona
- 40 Principales